# Aegomorphus quadrigibbus
Aegomorphus quadrigibbus es una especie de escarabajo longicornio del género Aegomorphus, tribu Acanthoderini, subfamilia Lamiinae. Fue descrita científicamente por Say en 1831.

## Descripción
Mide 9-16 milímetros de longitud.

## Distribución
Se distribuye por Belice, Canadá, Costa Rica, El Salvador, Estados Unidos, Guatemala, México, Nicaragua, Panamá, Polinesia Francesa, Trinidad y Tobago y Venezuela.